# 技有
半分（日語：技あり），从字面上来看是「半个完整分」，它是在比赛中可以取得的第二高分数。
这是专门在日本武术“一分 - 半分”比赛（英語：ippon wazari）中通常使用的给分制度，多用于柔道、 空手道、 柔术的最高得分。